# Venmani
 (août 2020).
Venmani ou Venmony est un village indien du district d'Alappuzha dans l'État du Kerala. Elle est située à proximité de Pandalam (en), Mavelikkara (en), Pandalam (en) et Chengannur.

## Galerie

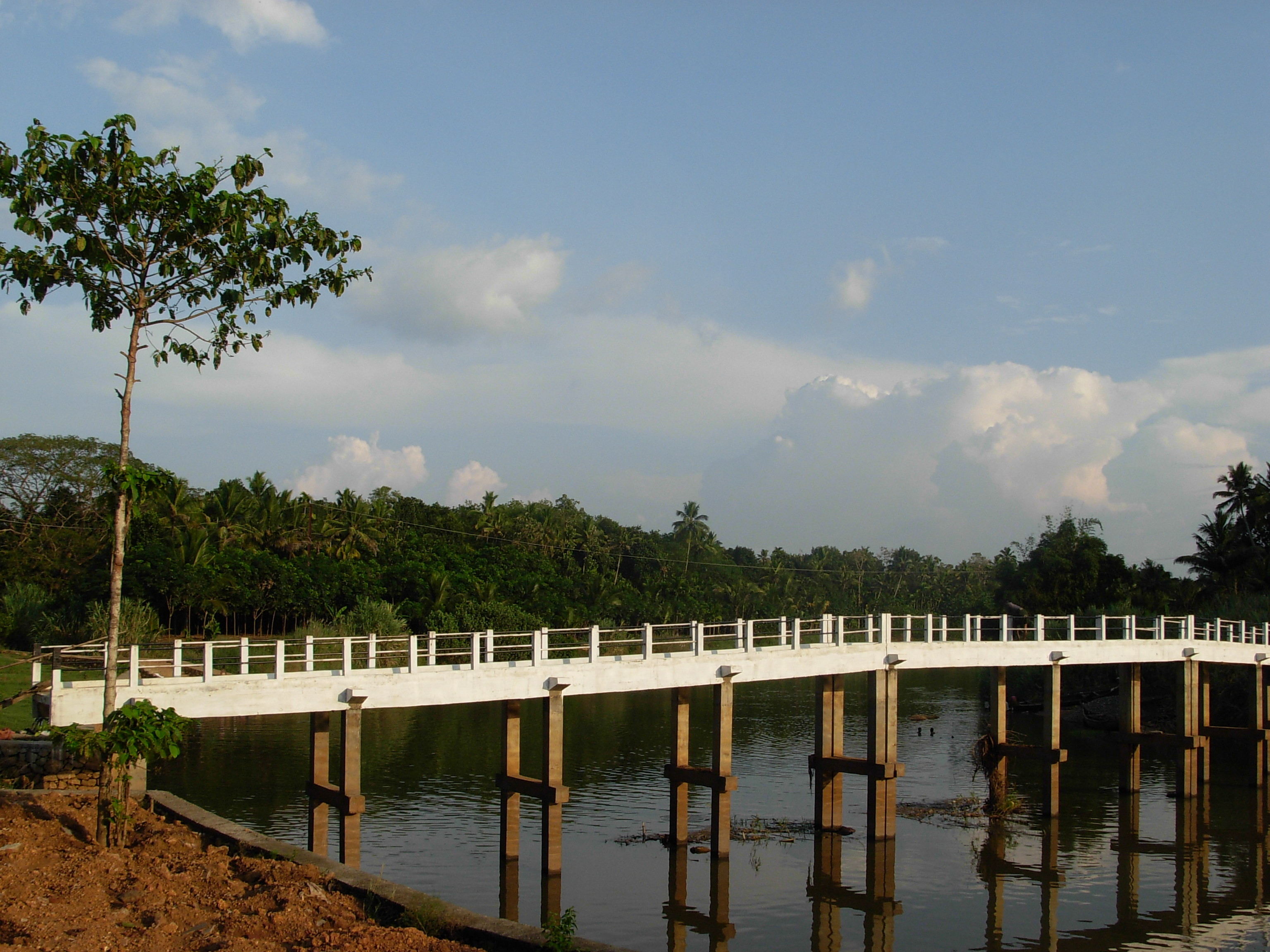
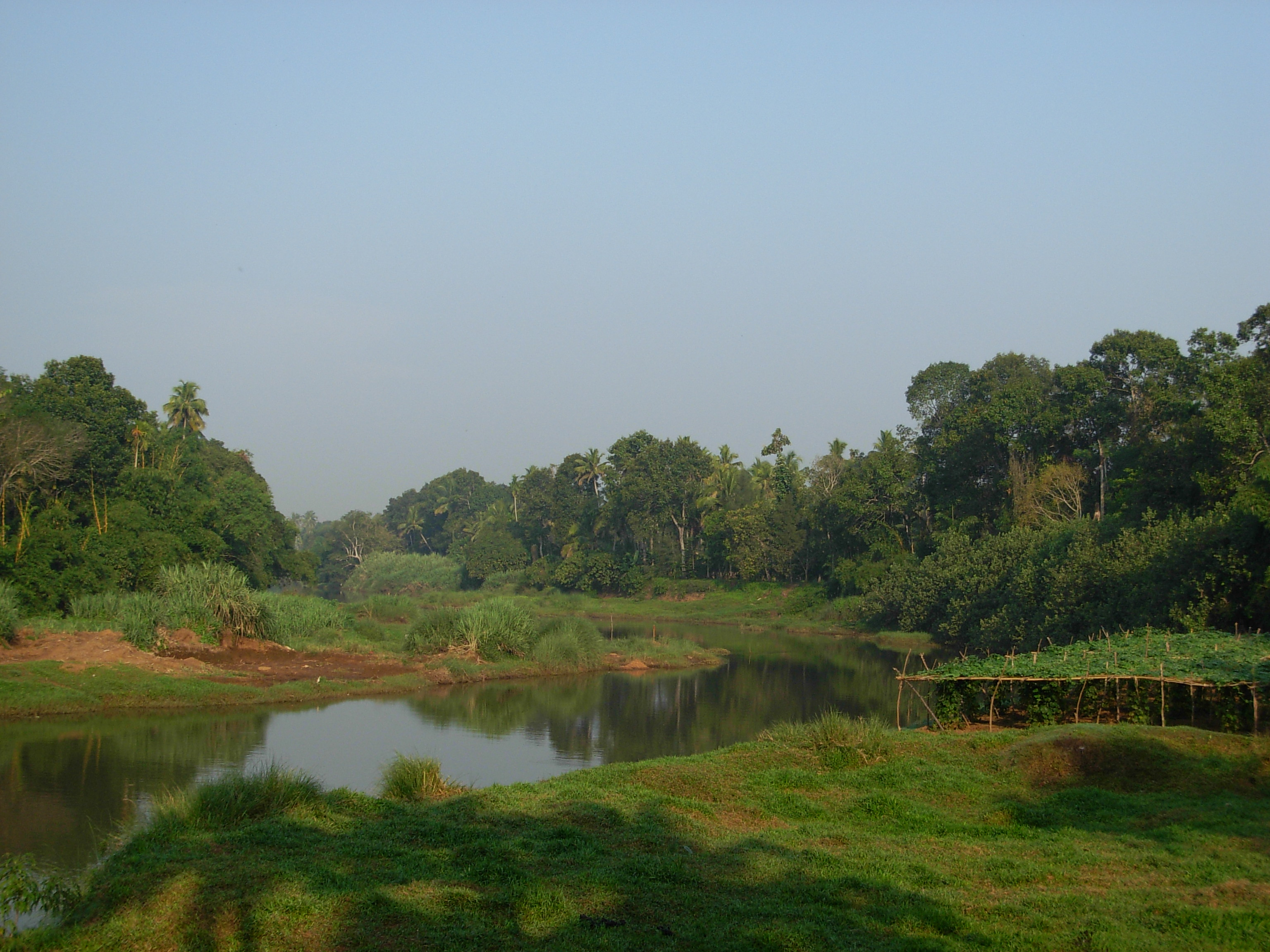
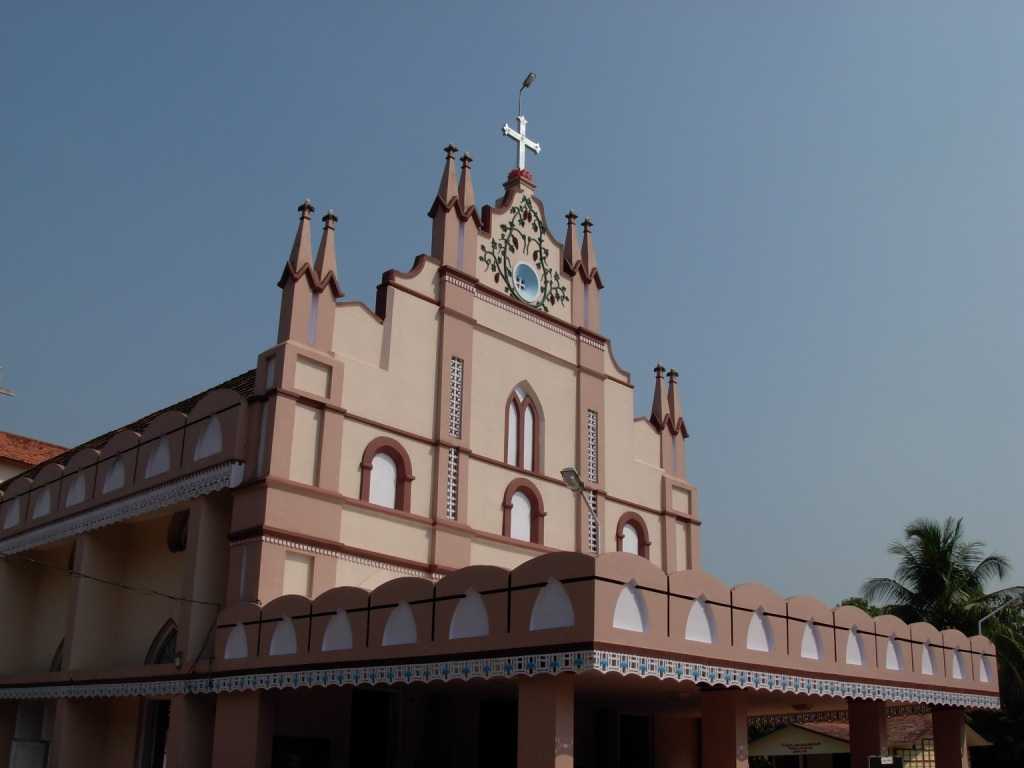